# Multimédia
Multimédia (português europeu) ou multimídia (português brasileiro) é a combinação, controlada por computador (computador pessoal, periférico e dispositivo móvel), de pelo menos um tipo de média estática (texto, fotografia, gráfico), com pelo menos um tipo de média dinâmica (vídeo, áudio, animação). Díaz Noci e Salaverría (2003) e Salaverría (2005), afirmam que, para que uma mensagem seja considerada verdadeiramente multimídia, as diferentes linguagens não devem ser apenas justapostas, e sim verdadeiramente integradas.

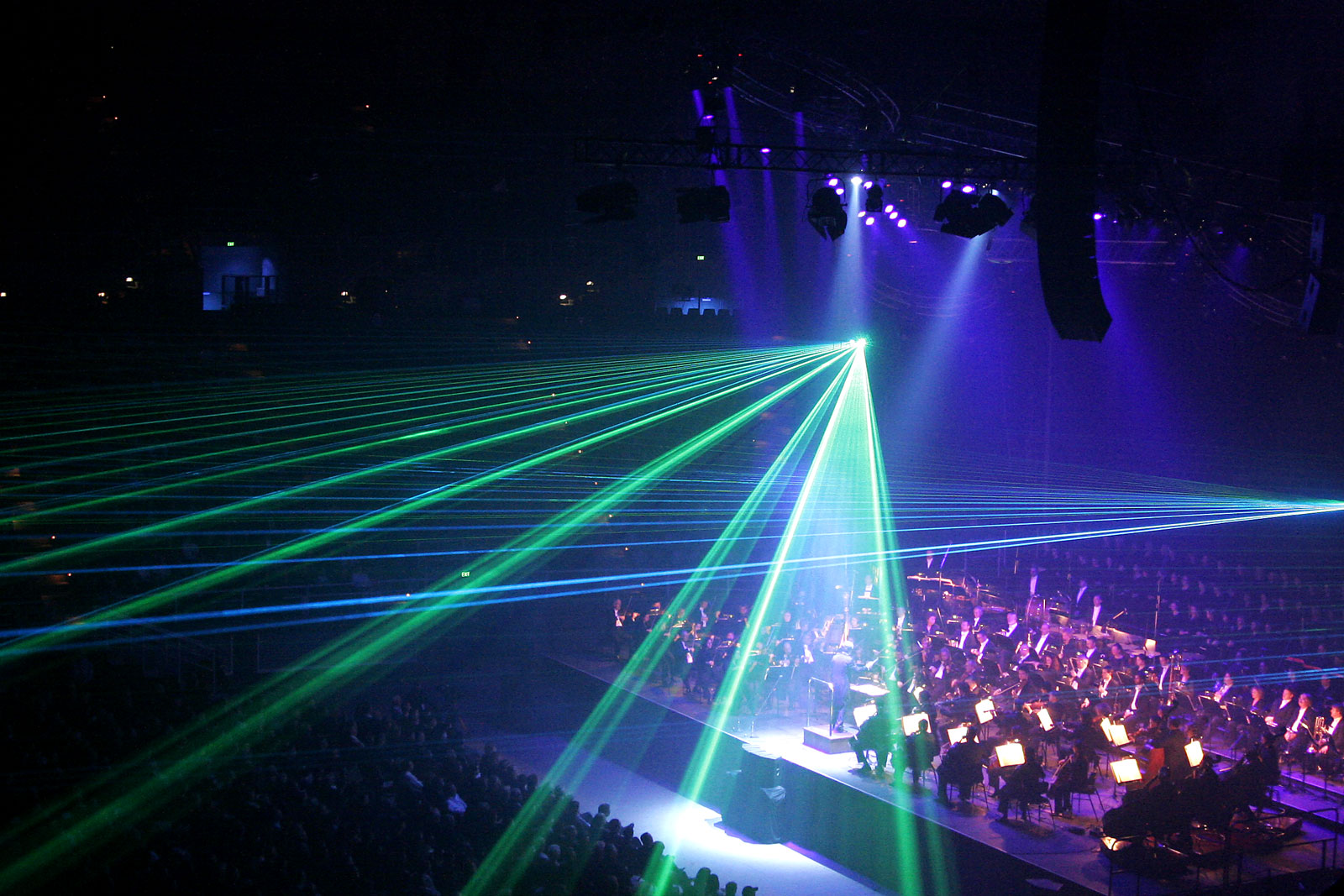
Um espectáculo de lasers é um desempenho de multimédia ao vivo.

Quando se afirma que a apresentação ou recuperação da informação se faz de maneira multissensorial, quer-se dizer que mais de um sentido humano está envolvido no processo, facto que pode exigir a utilização de meios de comunicação que, até há pouco tempo, raramente eram empregues de maneira coordenada, a saber:
- Som (voz humana, música, efeitos especiais);
- Fotografia (imagem estática);
- Vídeo (imagens em pleno movimento);
- Animação (desenho animado);
- Gráficos;
- Textos (incluindo números, tabelas, etc.).

O termo multimédia refere-se portanto a tecnologias com suporte digital para criar, manipular, armazenar e pesquisar conteúdos. Os conteúdos multimédia estão associados normalmente a um computador pessoal que inclui suportes para grandes volumes de dado s, os discos ópticos como os CDs (CD-ROM, mini CD, CD-CARD) e DVDs, abrange também nas ferramentas de informática a utilização de arquivos/ficheiros digitais para a criação de apresentações empresariais, catálogos de produtos, exposição de eventos e para catálogos eletrónicos com mais facilidade e economia. Privilegiando o uso dos diversos sentidos visão, audição e tacto este tipo de tecnologia abrange diversas áreas de informática.

## Tipos de multimédia

### Natureza espaço-temporal
- hipertexto- Texto com suporte a elos (hyperlink);
- Estáticos - Agrupam elementos de informação independentes do tempo, alterando apenas a sua dimensão no espaço, tais como, textos e gráficos;
- Dinâmicos - Agrupam elementos de informação dependentes do tempo, tais como, por exemplo, o áudio e a animação. Nestes casos, uma alteração, no tempo, da ordem de apresentação dos conteúdos conduz a alterações na informação associada ao respetivo tipo de média dinâmico;
- Imersivo - Agrupam elementos de informação interativa em ambientes 3D;
- Devem ser transmitidos processados e apresentados em taxas fixas;
- Processamento e comunicações devem satisfazer requisitos de tempo-real.

### Origem
- Capturados - São aqueles que resultam de uma recolha do exterior para o computador;
- Sintetizados -  São aqueles que são produzidos pelo próprio computador através da utilização de hardware e software específicos.

### Interação
Existe quem diferencie as categorias de multimédia linear e não linear, outros ainda em anisotrópica.
- Na multimédia linear, o utilizador não tem qualquer tipo de controlo no desenrolar do processo;
- A multimédia não linear oferece interatividade com o utilizador.

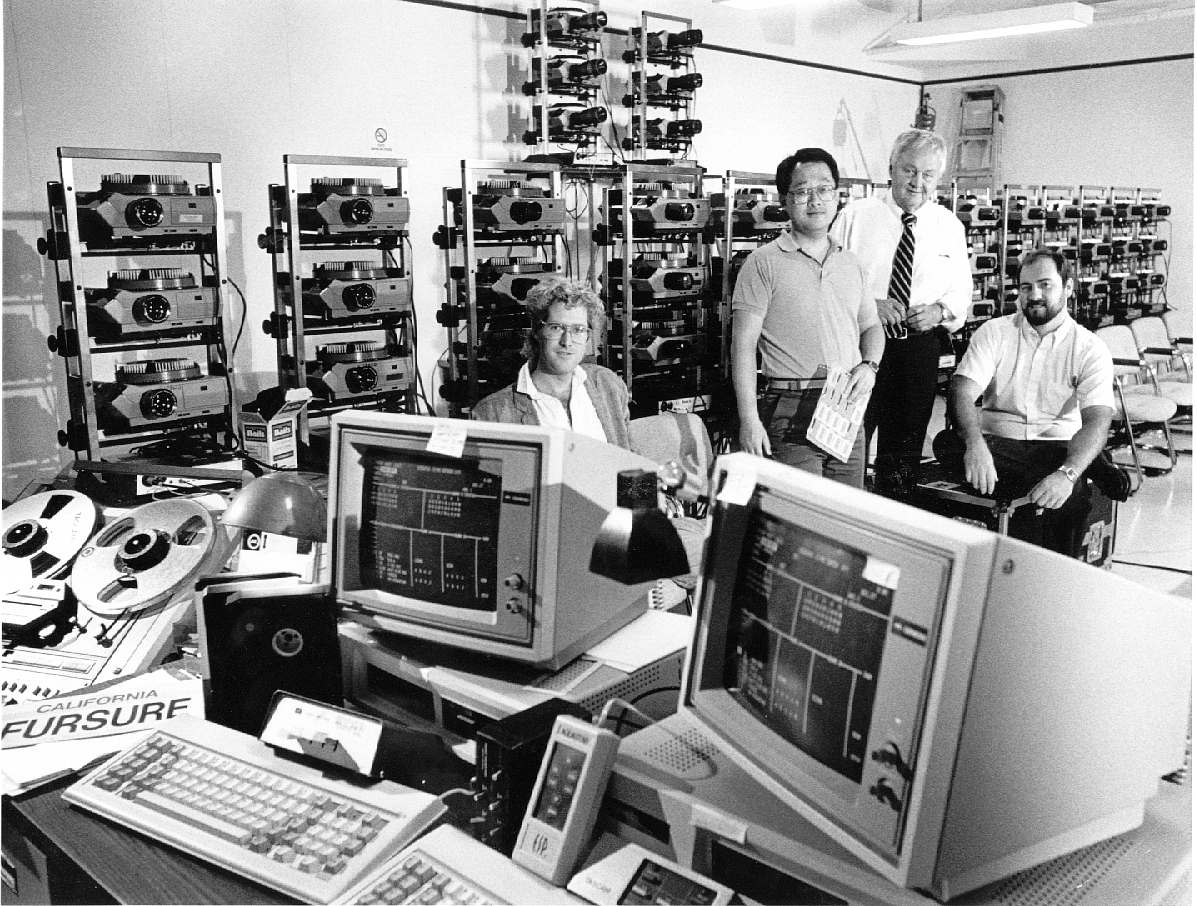
Multimédia (multi-imagem) para o anúncio do novo carro Ford 1988 em Agosto de 1987.

### Divulgação
Quanto ao modo de divulgação podemos encontrar dois tipos:
- Online - Divulgação online significa a disponibilidade de uso imediato dos conteúdos multimédia. Pode ser efectuada, por exemplo, através da utilização de uma rede informática local ou da World Wide Web;
- Offline - A divulgação offline de conteúdos multimédia é  efetuada através da utilização de suportes de armazenamento, na maioria das vezes do tipo digital. Neste caso, os suportes de armazenamento mais utilizados são do tipo óptico, CD.

## Tipos de produtos multimédia
- Baseados em páginas

São desenvolvidos segundo uma estrutura organizacional do tipo espacial. Esta é uma organização semelhante à utilizada nos média tradicionais em suporte de papel como revistas, livros e jornais.
Em alguns produtos multimédia, os utilizadores podem consultar as suas páginas utilizando as hiperligações existentes entre elas. Neste tipo de produto, as componentes interativa e temporal podem estar presentes através da utilização de botões, ícones e scripts. Os scripts vão permitir a criação de pequenos programas para a execução de ações em determinadas situações como, por exemplo, a visualização de um vídeo ao fim de um determinado intervalo de tempo ou após um botão ter sido pressionado
- Baseados no tempo
  - São desenvolvidos segundo uma estrutura organizacional assente no tempo. Esta é uma organização com uma lógica semelhante à utilizada na criação de um filme ou animação.
  - Durante o desenvolvimento deste tipo de produtos multimédia os conteúdos podem ser sincronizados permitindo assim definir o momento em que dois ou mais deles estão visíveis.
  - A interatividade neste tipo de produtos é adicionada através da utilização de scripts.
  - A componente da organização espacial é também, neste caso, utilizada durante a fase de desenvolvimento deste tipo de produtos.

Em ambos os tipos de produtos multimédia (baseados em páginas ou no tempo), as componentes espaço e tempo coexistem, distinguindo-se na estrutura organizacional utilizada como ponto de partida para a disposição dos conteúdos.